# MS Michael Sars
MS Michael Sars — учебное судно, эксплуатируемое Академией судоходства Аландских островов. Судно названо в честь норвежского морского зоолога Микаэля Сарса.
MS Michael Sars был построен в 1979 году как научно-исследовательское судно для Норвежского института морских исследований в Бергене. В 2003 году судно было продано, и с 2005 года используется в качестве учебного судна на Аландских островах для обучения и подготовки моряков.